# Автобетоносмеситель
Автобетоносмеси́тель (АБС, бетономеша́лка, миксер) — грузовой автомобиль, оборудованный вращающейся ёмкостью для перевозки бетона.

## Классификация автобетоносмесителей
АБС являются подвидом бетоносмесителей, которые также бывают:
- стационарными,
- передвижными (в виде прицепов).

Кроме того, выделяются следующие классификации АБС:
- по типу расположения смесительной установки и направлению разгрузки АБС подразделяются на:
  - АБС с разгрузкой «назад». Наиболее популярный в российской практике бетонирования тип,
  - АБС с разгрузкой «вперед» (фронтальной разгрузкой). Миксер имеет обратный наклон, а жёлоб разгрузки расположен над кабиной. Такое устройство позволяет водителю миксера управлять и контролировать процесс разгрузки, не выходя из кабины;
- по типу привода смесительного оборудования:
  - механический — устаревший вариант (для вращения барабана используется цепной привод или вал отбора мощности от двигателя),
  - гидравлический — современный стандарт (для вращения барабана используется гидромотор),
- по типу двигателей смесительного оборудования:
  - автономные двигатели — более шумные, но более надежные — в случае поломки двигателя автомобиля перемешивание бетонной смеси не прекращается,
  - двигатели на шасси — более экологичные, менее шумные, способствуют уменьшению массы АБС.

## Устройство. Технологии перемешивания
Использование специализированного транспорта для перевозки бетонной смеси обусловлено п. 7.2. ГОСТ 7473-94 «Смеси бетонные. Технические условия»: «Применяемые способы транспортирования бетонных смесей должны исключать возможность попадания в них атмосферных осадков, нарушения однородности, потери цементного раствора, а также обеспечивать предохранение смеси в пути от воздействия ветра и солнечных лучей.»
Сохранность и однородность бетонной смеси при транспортировке обеспечивается вращением барабана.
Внутри барабана находятся спиральные лезвия. При вращении в одном направлении (при загрузке и транспортировке) лезвия загоняют смесь глубже в барабан. При вращении в другом направлении (при разгрузке) лезвия поднимают смесь, аналогично винту Архимеда, благодаря чему бетонная смесь выгружается из ëмкости миксера.
Приготовление бетонной смеси возможно непосредственно в автобетоносмесителе при транспортировке, когда в барабан загружаются цемент, вода и заполнители (песок, щебень). В российской практике строительства более распространена схема транспортировки готовой бетонной смеси, замешанной на стационарной бетонно-растворной установке (БРУ).
На миксере устанавливается ёмкость водопитания, необходимая для промывки емкости и узлов, объём бака обычно 600 литров. В случае использования автономного привода через бак проходит выхлопная труба насквозь, что обеспечивает постоянный прогрев бака и защиту от замерзания воды в холодное время года.
Вращающаяся емкость миксера может проводиться механически за счёт вала отбора мощности, либо с помощью гидромотора (объёмный гидропривод). В случае использования гидромотора на миксере может устанавливаться отдельный дизельный двигатель (автономный привод), никак не связанный с трансмиссией автомобиля, он специально предназначен для работы гидравлической системы — приводит в действие насос, который обеспечивает требуемое давление гидравлического масла, имеется также система клапанов, позволяющая регулировать скорость и направление вращения ёмкости, обязательно в гидравлической системе имеются маслоохладитель с вентилятором и масляный фильтр. Гидромотор, приводящий в действие ёмкость — как правило аксиально-плунжерного типа, а с помощью гидравлических цилиндров можно изменять положение жёлоба, по которому должна стекать бетонная смесь при выгрузке.
- Место стыковки при подаче бетона с автобетоносмесителя к автобетононасосу
- Выгрузка бетона из автобетоносмесителя
- Рабочее состояние автобетононасоса, средняя часть стрелы
- Рабочее состояние автобетононасоса, верхняя часть стрелы

## Основные производители автобетоносмесителей
Всего в России 3 производителя АБС:
- ОАО «Туймазинский завод автобетоновозов» www.tzacom.ru (г. Туймазы, Республика Башкортостан), торговая марка «ТЗА». Входит в группу «КамАЗ» (21 %[1]/23%[2]),
- ЗАО «КОМЗ-Экспорт» (Каменский опытный механический завод, г. Каменск-Шахтинский, Ростовская область), торговая марка «Tigarbo»,
- ООО «Пушкинский ремонтно-механический завод» (г. Пушкин, г. Санкт-Петербург), также известен как ПРМЗ или ПМЗ.

Ещё 1 российский производитель остановил производство АБС после 2009 года:
- ЗАО «Бецема» (г. Красногорск, Московская область),

Доля импортных поставок за последние годы существенно упала (по итогам 2007 года — суммарно 30 %, по итогам 2010 года — 10 %). Среди импорта наибольшей популярностью пользуется продукция:
- европейских производителей (74 %[2] импорта, 7 %[1] всех поставок в 2010 году),
  - Liebherr (Германия, 60 %[2] среди европейских поставок, или 4 % всех поставок),
  - Schwing Stetter (Германия)
  - Cifa (Италия),
- китайских производителей (17 %[2] импорта). При регистрации китайских АБС в России производитель смесительного оборудования не указывается[3].

После повышения таможенных пошлин существенно снизилась доля подержанных автомобилей в структуре импорта (2010 год: 87 % зарубежной техники ввозится новой, 13 % — бывшей в употреблении, 2007 год: 22 % и 78 %).

## Объёмы (размеры) автобетоносмесителей
Российскими производителями поставляются на рынок АБС объёмом 2, 4, 5, 6, 7, 8, 9, 10, 11, 12, 14 м3.
Наиболее востребованным является АБС объёмом 7 м3 (57 % поставленной техники).
Следующие по популярности: АБС объёмом 9 м3 (17 %) и 5 м3 (15 %).
За рубежом наиболее популярным объёмом является 6 м3 (~8 кубических ярдов).

## Поставщики шасси автобетоносмесителей
Наиболее популярным шасси является российское шасси производства КамАЗ. Другими российскими шасси, используемыми для производстве АБС, являются ЗИЛ, Урал, и Амур (бывший ЗИЛ-130).
Также на российском рынке представлен широкий спектр АБС на импортных шасси:
- Белоруссия — МАЗ, БелАЗ, МЗКТ,
- Украина — КрАЗ,
- Германия — Mercedes-Benz, MAN,
- Нидерланды — DAF,
- Швеция — Volvo, Scania,
- Италия — Iveco,
- США — Ford, Kenworth,
- Япония — Nissan, Mitsubishi, Isuzu, Hino,
- Корея — Daewoo,
- Китай — Howo, DongFeng, Shacman и другие.

## Поставщики барабанов и шасси автобетоносмесителей для ведущих производителей бетона
В таблице представлены данные, оборудованием каких производителей пользуются ведущие производители бетона Московского региона.
| Производитель бетона                | Барабан АБС              | Шасси АБС            |
| ----------------------------------- | ------------------------ | -------------------- |
| ЗАО "Фирма «Бетон»                  | Tigarbo                  | КамАЗ                |
| ООО «ДС-Бетон»                      | -                        | КамАЗ                |
| ООО «Бетонный завод 222»            | Tigarbo                  | КамАЗ                |
| ОАО "Комбинат «Мосинжбетон»         | Cifa                     | Volvo, Ford          |
| ОАО «Евробетон»                     | Liebherr                 | Mercedes-Benz        |
| ООО «Стройхолдинг 2000»             | -                        | КамАЗ                |
| ООО «ЛСР. Базовые-М»                | Liebherr                 | Volvo                |
| ООО «ПКФ Стройбетон»                | Liebherr                 | MAN                  |
| ООО «СК Стройпаритет»               | ТЗА                      | КамАЗ                |
| ООО "Компания «Трак»                | -                        | КамАЗ                |
| ООО «Стройинжбетон»                 | Tigarbo                  | Ford                 |
| ООО «Бельведер»                     | Tigarbo                  | КамАЗ                |
| ЗАО «МонАрх и Б»                    | Tigarbo, Schwing Stetter | КамАЗ, Mercedes-Benz |
| ЗАО «Домостроительный комбинат № 7» | -                        | Scania               |
| ООО "Торговый дом «ОРЕСКО»          | Liebherr                 | Volvo                |

В таблице представлены данные, оборудованием каких производителей пользуются ведущие производители бетона и раствора Астраханской области.
| Производитель бетона | Барабан АБС | Шасси АБС |
| -------------------- | ----------- | --------- |
| ООО «Корунд-Строй»   | Tigarbo     | МАЗ       |
| ООО ПО «Железобетон» | Tigarbo     | КамАЗ     |